# Tell Me Why (игра)
Tell Me Why (с англ. — «Скажи мне почему») — эпизодическая компьютерная игра, разработанная компанией Dontnod Entertainment. Релиз первого эпизода игры состоялся 27 августа 2020 года на платформах Microsoft Windows и Xbox One.
В центре внимания игры близнецы Элисон и Тайлер, которые отправились на Аляску, для того, чтобы разобраться в воспоминаниях о беспокойном детстве. История рассказывает о происшествии, повлиявшем на судьбу Тайлера и его мать.
Разработчики игры рассказали, что Тайлер будет первым трансгендерным игровым персонажем. Студия тесно сотрудничала с GLAAD, чтобы достоверно показать персонажа, являющегося представителем ЛГБТ сообщества.
В игре игрок получит возможность изучить старый дом из их детства. Каждый из близнецов получит разные воспоминания о произошедших событиях их жизни и выбор, какому из них поверить.
Tell Me Why разделена на три главы, каждая из которых вышла в середине 2020 года.

## Игровой процесс
Игра рассказывает о паре 21-летних американских близнецов, Тайлере Ронане и Элисоне Ронане, когда они возвращаются в дом своего детства после трагического события, которое привело к смерти их матери Мэри-Энн Ронан и десятилетней разлуке друг от друга. Помимо своего старого дома, который обслуживает друг Мэри-Энн, Сэм, близнецы также посетят части своего вымышленного родного города Делос-Кроссинг в американском штате Аляска и пообщаются с его местными жителями. Близнецы разделяют сверхъестественную связь, которая позволяет им телепатически общаться друг с другом и переживать видения прошлых событий, которые часто проявляются в ярких деталях. Игрок будет принимать решения, основываясь на том, в какую версию прошлых событий они хотят, чтобы их персонаж поверил, что повлияет на исход повествования игры. Игроки могут иногда чередовать точки зрения обоих братьев и сестер, будь то во время их взаимодействия с жителями Делос Кроссинг или при просмотре сборников рассказов, с которыми они играли в детстве. Большинство головоломок игры основаны на расшифровке метафор, собранных в сборниках рассказов, в которых рассказывается о сказочной жизни, которую Мэри-Энн придумала для себя, и о ее борьбе за управление собственной реальностью.

### Сеттинг
Личность Тайлера как трансгендера иногда обсуждается или упоминается в повествовании игры. Игра включает в себя культуру народа тлинкитов, коренного сообщества на Тихоокеанском северо-западном побережье Северной Америки, с несколькими персонажами-тлинкитами, такими как начальник полиции Далоса, Эдди Браун и Майкл Абила, коллега Элисон, а также потенциальный любовный интерес Тайлера. В нее также входит филиппинская католичка Тесса Векки, которая вместе со своим мужем управляет круглосуточным магазином. Решения игрока во время их взаимодействия с вышеупомянутыми неигровыми персонажами будут определять обстоятельства этих персонажей, а также их отношения с близнецами. Связь близнецов друг с другом может быть проверена, в зависимости от того, подтверждают ли их отношение и поведение убеждения или воспоминания другого близнеца.

## Сюжет
Игра начинается с эпизода воспоминаний, показывающего признание 11-летнего Тайлера Ронана в убийстве своей матери Мэри-Энн в целях самообороны в детстве в 2005 году. Десять лет спустя взрослый Тайлер, по причине достижения 21 года, покидает центр содержания под стражей для несовершеннолетних, к которому он был приговорён, и воссоединяется со своей сестрой-близнецом Элисон, которую после смерти их матери удочерил занимающий их делом полицейский Эдди Браун. Намереваясь жить теперь вместе, близнецы возвращаются на Аляску в их родной город Делос-Кроссинг, чтобы продать дом своего детства, но обнаруживают, что дом находится в аварийном состоянии, несмотря на усилия друга их семьи Сэма Кански, который после смерти Мэри-Энн впал в алкоголизм. Исследуя дом, близнецы вспоминают своё детство, в частности сказки о сбежавшей принцессе и двух её спутниках-гоблинах, рассказанные их матерью, которая собрала эти истории в иллюстрированный журнал под названием «Книга гоблинов». Узнав, что незадолго до происшествия их мать обсуждала гендерную идентичность Тайлера с её подругой Тессой Веччи, близнецы посещают Тессу в её магазине, где им сказали, что поведение Мэри-Энн становилось все более беспорядочным незадолго до ее смерти. Позже близнецы разговаривают с Эдди в полицейском участке Делоса, но он отклоняет их просьбу ознакомиться с ее досье. Позже Элисон переживает воспоминание о том, как она ударила Мэри-Энн ножницами, и начинает страдать от посттравматического стресса.
На следующее утро близнецы врываются в полицейский архив и обнаруживают файлы о Мэри-Энн. Обнаружив их взлом, Эдди признается, что навестил Мэри-Энн, чтобы предупредить ее о подстрекательстве Тессы. Близнецы противостоят Тессе, которая оправдывает свои действия и утверждает, что Мэри-Энн изолировала себя от общества в целом и что ее предполагаемая психическая нестабильность и родительская некомпетентность ставят под угрозу ее детей. Близнецы возвращаются в дом и обнаруживают, что соседний сарай горит, а поджигатель убегает с места происшествия. Потушив огонь, близнецы поняли, что поджигатель пытался получить доступ к отсеку под полом сарая, содержащему запертую коробку, внутри которой они находят письма от кого-то, инструктирующего Мэри-Энн сделать аборт. Позже близнецы вспоминают, как Мэри-Энн спорила с невидимым мужчиной на лодке, но Элисон отстраняется от Тайлера из-за разногласий.
Съедаемая чувством вины и беспокойством из-за смерти Мэри-Энн, психическое здоровье Элисон ухудшается, что приводит к тяжелой панической атаке. После того, как она выздоравливает, Элисон навещает Сэма, чтобы расспросить его об их потенциальных семейных связях, но вместо этого обнаруживает, что на старой фотографии, находящейся в его распоряжении, виден потайной чердак над сараем. Близнецы перегруппировываются, чтобы исследовать чердак и найти комнату со сложными головоломками, которые они решают с помощью Книги Гоблинов. Они обнаруживают, что сказки Мэри-Энн на самом деле были метафорами ее беспокойного прошлого: родившись в властной семье, она забеременела и сбежала в Делос-Кроссинг, чтобы вырастить своего ребенка, который не выжил. Близнецы находят фотографию своего покойного сводного брата вместе с письмом от Мэри-Энн, адресованным им. Близнецы понимают, что Мэри-Энн пережила психический срыв из-за страха, что социальные службы заберут у нее оставшихся в живых детей. Близнецы делают вывод, что неизвестный мужчина на лодке и их биологический отец на самом деле был Томом Векки, мужем Тессы. После того, как близнецы противостоят Тому, игрок в роли Элисон должен решить, считает ли она, что Мэри-Энн планировала убить себя и своих двоих детей, или что она планировала убить только себя, когда Тайлер прервал ее, как утверждал Том. В зависимости от выбора Элисон представлены два основных заключительных сценария:
- Если Элисон решит признаться Эдди, что она убила Мэри-Энн и / или забрала память Тома о смерти ее матери, Тайлер возвращается в дом в последний раз, а Элисон находится в Джуно и проходит терапию.

- Если Элисон никогда не говорила Эдди, что она ответственна за смерть Мэри-Энн, и она верит, что спасла Тайлера от их матери, Элисон решает не продавать дом, переезжает одна и пишет новую главу в Книге Гоблинов.

Многие детали эпилога также определяются предыдущим выбором игрока: например, помирятся ли они с Эдди и / или Тессой, или сохранят ли близнецы свою телепатическую связь и близкие отношения - все это меняет концовку.

## Разработка
Tell Me Why была анонсирована на лондонском мероприятии Xbox 14 ноября 2019 года. В ответ на критику графика выхода эпизодов Life Is Strange, Dontnod заявили, что выпустят все три эпизода игры к середине 2020 года.
1 сентября 2020 года игра пропала из магазина Steam России, Украины, Турции, Сингапура, Китая, а также в ряде стран Ближнего Востока. Официально причина пропажи не называлась, но некоторые игроки предположили, что это связано с наличием в игре трансгендерного персонажа.

## Отзывы
| Сводный рейтинг       | Сводный рейтинг         |
| Агрегатор             | Оценка                  |
| --------------------- | ----------------------- |
| Metacritic            | PC: 78/100 XONE: 78/100 |
| Иноязычные издания    |                         |
| Издание               | Оценка                  |
| EGM                   | [ 8 ]                   |
| Game Informer         | 7,75/10                 |
| GameRevolution        | [ 10 ]                  |
| GamesRadar+           | [ 11 ]                  |
| IGN                   | 7/10                    |
| Shacknews             | 9/10                    |
| Русскоязычные издания |                         |
| Издание               | Оценка                  |
| «Игромания»           | [ 14 ]                  |

По данным агрегатора обзоров Metacritic, игра получила «в целом положительные» отзывы.

### Награды
| Год  | Награда         | Категория            | Результат | Прим.  |
| ---- | --------------- | -------------------- | --------- | ------ |
| 2020 | Gamescom Awards | Лучшая игра для Xbox | Победа    | [ 15 ] |